# Nature morte à la table de marbre vert
Nature morte à la table de marbre vert – ou Poterie et Verre sur table de marbre – est un tableau peint par Henri Matisse en septembre 1941 à Nice, dans les Alpes-Maritimes. Cette huile sur toile est une nature morte représentant des fruits, un pichet, une coupe et divers autres objets sur une table de marbre vue en légère plongée. Achetée en 1945, l'œuvre est conservée au musée national d'Art moderne, à Paris.